# علي بن حمود البوسعيد
السيد علي بن حمود البوسعيد (بالإنجليزية: Ali bin Hamud of Zanzibar)‏ ولد يوم 7 يونيو 1884، وتوفي بتاريخ 20 ديسمبر من عام 1918، وهو ثامن سلاطين زنجبار وتولى الحكم بعد وفاة والده السلطان حمود بن محمد بتاريخ 20 يوليو 1902 حتى 9 ديسمبر 1911 حيث اعتزل الحكم بسبب مرضه الشديد، وقد مات في أوروبا حيث كان يعالج هناك. وأشهر ماعمله بزنجبار هو استبدال العملة المحلية الريال الزنجباري بالعملة الجديدة روبية زنجبارية. وتولى الحكم من بعده نسيبه خليفة بن حارب البوسعيد

## حياته
ولد السلطان علي بتاريخ 7 يونيو 1884م درس بمدرسة هارو بلندن، وقد مثل أبيه بالحضور لحفل تنصيب الملك إدوارد السابع في ويستمنستر بلندن عام 1901. ثم استدعي إلى زنجبار ليرث أبيه بعد وفاته عام 1902، فتم تنصيبه في قصر بيت العجايب بجزيرة أنغوجا بزنجبار، وكان ذلك بتاريخ 20 يوليو 1902. واستمرت رحلاته لأوروبا خلال حكمه للعلاج، وقد حضر حفل تنصيب الملك جورج الخامس خلال وجوده في أوروبا في مايو 1911، ثم تنازل عن الحكم طواعية لإبن عمه ونسيبه خليفة بن حارب البوسعيد بسبب مرضه الشديد بتاريخ 9 ديسمبر 1911، ورحل إلى سويسرا وفرنسا للعلاج، فتوفي في فرنسا يوم 20 ديسمبر 1918، ودفن بمقابر المسلمين في باريس.

## أسرته
تزوج عام 1902 بقصر الجكواني بزنجبار لكن مالبث أن طلق زوجته الأولى، ثم تزوج من كريمة سلطان عمان فيصل بن تركي البوسعيد عام 1904 فأنجب منها 2 ذكور و2 إناث:
1. السيد سعود بن علي: ولد في زنجبار بتاريخ 18 أغسطس 1907، واكمل تعليمه بالقاهرة وتزوج امرأة من تمباتو وله من الأبناء: (علي - حمود - ناصر - صبري).
2. السيد فريد بن علي: ولد في أنغوجا بتاريخ 13 سبتمبر 1908، وأكمل تعليمه بالقاهرة متزوج وله ابن وبنت: (علي وعالية).
3. السيدة زينة بنت علي.
4. السيدة تحفة بنت علي: زوجة السلطان عبد الله بن خليفة منذ عام 1924م